# 林祐賢
林祐賢（1991年9月27日—），雲林人，台灣男子羽毛球運動員、教練，專攻單打項目，隸屬土地銀行羽球隊，曾三度贏得中華民國全國羽球排名賽冠軍及一次中華民國全國運動會羽球比賽金牌，2018年贏得中國陵水大師賽冠軍。2022年1月宣布退役轉任教練。

## 個人生活
林祐賢自就讀育仁國小六年級開始接觸羽球，後來進入羽球名校西螺國中接受訓練。西螺國中畢業後，林祐賢進入土地銀行體系的能仁家商，再到中國文化大學升讀，後轉學至臺北市立大學。
林祐賢在閱讀名著《牧羊少年奇幻之旅》之後學會「信念」的重要，因此在右手臂內側有「Faith」刺青，勉勵自己「只要有信念，心中堅持的事一定會發生」。2018年5月，林祐賢在一次練習時右腳踝韌帶撕裂，韌帶有百分之九十毀損，經過手術後僅費時約兩個月復健便在賽場復出，手臂上也多了「生死有命、富貴在天」刺青，並且於9月在印尼舉辦的印尼大師賽獲得男子單打亞軍。
2022年1月，林祐賢參加該年第一次全國排名賽止步男單八強後，宣布退役並轉任土銀教練。

## 國內賽事
林祐賢專攻單打項目，在國內有不錯的成績。2008年，他在第二次全國排名賽乙組男子單打獲得第二名，取得中華羽協甲組球員資格。晉級甲組後，曾經在2016年第二次排名賽、2017年第二次排名賽、2019年第二次排名賽三度贏得男子單打冠軍，亦曾代表雲林縣在全國運動會羽球比賽男單項目獲得一面金牌（2019年）和兩面銀牌（2011年、2017年）。

## 國際賽生涯
在團體賽方面，林祐賢曾經兩次代表中華隊參加2014年、2016年的湯姆斯盃國際男子團體錦標賽。
而在個人賽事方面，林祐賢於2012年的加拿大大獎賽準決賽戰勝第一種子亨利·胡爾斯凱寧，首次晉級決賽，最終他以1比2（21-15、16-21、9-21）不敵隊友周天成，獲得亞軍。一年之後，林祐賢在三項國際賽事取得不錯的成績：在8月底舉辦的新加坡國際系列賽闖入決賽，隨後在9月背靠背舉行的比利時國際賽的波蘭國際賽分別晉級四強和奪下國際賽首座冠軍。沉寂一段時間後，林祐賢在2016年7月再次於大獎賽級別的越南大獎賽和中華台北大師賽晉級決賽。

### 2017年 首次參加世錦賽
2017年，林祐賢在紐西蘭黃金大獎賽再次晉級四強，最終敗於隊友王子維。在8月底，由於在台北市舉辦的2017年夏季世界大學運動會與2017年世錦賽撞期，部分選手因而放棄世錦賽參賽資格，使林祐賢得以候補資格參加男子單打項目，最終於首輪以1比2（21-18、17-21、13-21）不敵法國的卢卡斯·科维。

### 2018年 陵水大師賽奪冠
2018年4月，林祐賢出战超級100級別的中國陵水大師賽，並在男单决赛以2比1（12-21、21-12、21-14）逆轉击败东道主選手陆光祖，赢得生涯級別最高的國際賽冠軍。同年9月，他再次於超級100級別的印尼邦加勿里洞大師賽晉級決賽，最後以0比2（17-21、21-23）不敌东道主選手伊赫桑·毛拉納·穆斯托法。

### 2019年賽季
2019年賽季，林祐賢在國際賽的成績維持穩定，曾經在芬蘭、美國、越南三項賽事闖入四強，並在年尾舉行的挪威國際賽男單決賽，以21-14、21-13擊敗隊友陳紀廷，獲得賽季首冠。

## 主要比賽成績
只列出曾進入準決賽的國際賽事成績：
| 年份   | 賽事                     | 公開賽級別 | 項目     | 成績   |
| ------ | ------------------------ | ---------- | -------- | ------ |
| 2012年 | 加拿大羽毛球大獎賽       | 大獎賽     | 男子單打 | 亞軍   |
| 2013年 | 新加坡羽毛球國際系列賽   | 國際系列賽 | 男子單打 | 亞軍   |
| 2013年 | 比利時羽毛球國際賽       | 國際挑戰賽 | 男子單打 | 準決賽 |
| 2013年 | 波蘭羽毛球國際賽         | 國際系列賽 | 男子單打 | 冠軍   |
| 2016年 | 越南羽毛球大獎賽         | 大獎賽     | 男子單打 | 準決賽 |
| 2016年 | 世界大學生羽毛球錦標賽   | 其他       | 混合團體 | 冠軍   |
| 2016年 | 世界大學生羽毛球錦標賽   | 其他       | 男子單打 | 季軍   |
| 2016年 | 中華台北羽球大師賽       | 大獎賽     | 男子單打 | 準決賽 |
| 2017年 | 紐西蘭羽毛球黃金大獎賽   | 黃金大獎賽 | 男子單打 | 準決賽 |
| 2018年 | 中國陵水羽毛球大師賽     | 超級100賽  | 男子單打 | 冠軍   |
| 2018年 | 印尼邦加勿里洞羽球大師賽 | 超級100賽  | 男子單打 | 亞軍   |
| 2019年 | 芬蘭羽毛球公開賽         | 國際挑戰賽 | 男子單打 | 準決賽 |
| 2019年 | 美國羽毛球公開賽         | 超級300賽  | 男子單打 | 準決賽 |
| 2019年 | 越南羽毛球公開賽         | 超級100賽  | 男子單打 | 準決賽 |
| 2019年 | 挪威羽毛球國際賽         | 國際系列賽 | 男子單打 | 冠軍   |

| 2007-2017年 | 首要超級賽 | 超級賽 | 黃金大獎賽 | 大獎賽 | 國際挑戰賽 | 國際系列賽 | 未來系列賽 | 其他 |

| 2018-2026年 | 總決賽 | 超級1000賽 | 超級750賽 | 超級500賽 | 超級300賽 | 超級100賽 | 國際挑戰賽 | 國際系列賽 | 未來系列賽 | 其他 |

### 奧運會和世錦賽參賽紀錄
|          | 2017 |
| -------- | ---- |
| 男子單打 | 64強 |

## 外部連結
- 林祐賢在世界羽球聯盟的登錄資料  （存檔，替代連結）
- 林祐賢的Facebook專頁